# 全国飲用牛乳公正取引協議会
全国飲用牛乳公正取引協議会（ぜんこくいんようぎゅうにゅうこうせいとりひききょうぎかい、略称：牛乳公取協）は、東京都千代田区九段北に所在する、日本の牛乳類の製造業者が会員となって組織している団体。
「飲用乳の表示に関する公正競争規約」を策定している。公正競争規約に基づく表示をしている会員の製品には、公正マークが付される。

## 概要
1968年5月、公正取引委員会から不当景品類及び不当表示防止法（景品表示法）に基づき「飲用乳の表示に関する公正競争規約」が認定され、同年12月、同規約が施行を受け、本公正競争規約の適切な運用を図ることを目的に設立された団体。
- 名古屋牛乳の牛乳キャップ右下に小判型の外縁に公正が表記されている公正マーク。
- 酪農乳業の牛乳パック一括表示欄右上にある小判型の外縁に公正が表記されている公正マーク。